# Toulgoetia cauteriata
Toulgoetia cauteriata är en fjärilsart som beskrevs av Otto Staudinger 1859. Toulgoetia cauteriata ingår i släktet Toulgoetia och familjen mätare. Inga underarter finns listade i Catalogue of Life.